# 汪诘
汪诘（又名汪洁），中國科普作家、喜马拉雅FM电台节目《科学有故事》主播，代表书籍《时间的形状——相对论史话》，曾获得中国国家文津图书奖。

## 部分作品
《时间的形状》ISBN 9787569914061（04/2017 北京时代华文书局 出版）（第八届中国国家文津图书奖）
《星空的琴弦》ISBN 	9787569917017 ( 07/2017 北京时代华文书局 出版）
《未解的宇宙》ISBN 9787571001421（06/2019 湖南科学技术出版社 出版）
《迷途的苍穹》ISBN 9787569930290（12/2019 北京时代华文书局 出版）
《太阳系简史》ISBN 9787572209369（12/2020 浙江教育出版社 出版）
《文明的火种》ISBN 9787571006754（06/2021 湖南科学技术出版社 出版）

## 相关事件
- 2022年4月初，汪诘与上海市浦东新区疾病预防控制中心医生朱谓萍的电话录音在中国境内外互联网上流传[7]，对话内容是探讨2022年3月上海市2019冠状病毒病聚集性疫情期间的政府防疫政策[8][9]，引发舆论关注[10]。